# ФК Слога Бајина Башта
ФК Слога Бајина Башта је фудбалски клуб из Бајине Баште. Тренутно се такмичи у Српској лиги запад, трећем такмичарском нивоу српског фудбала. Клуб је основан 1940. године.

## Историјат
Клуб је у сезони 2012/13. испао из Зоне Дрина, али се јула 2013. фузионисао са Вујићем из Ваљева, који је претходне сезоне испао из Српске лиге Запад у Зону, те је и даље играо у зонском рангу. Седиште новог клуба под именом „Слога 1940“ је у Бајиној Башти и он наставља традицију Слоге. Слога је вратила старо име у сезони 2014/15. 
Клуб је у сезони 2016/17 завршио на деветом месту у катастрофалној финансијској ситуацији. У сезони 2017/18 на место председника долази Предраг Живковић који афирмише клуб. У поменутој сезони Слога завршава на шестом месту. У сезони 2018/19 такође завршава на шестом месту. 
У сезони 2019/20 најваљен је напад на титулу и поход ка Српској лиги, међутим при прекиду првенства изазваним Пандемијом ковида 19, Слога завршава на трећем месту. У сезони 2020/21. је остварила зацртан циљ и пласман у Српску лигу Запад коло пре краја првенства. У сезони 2021/2022 Слога заузима 7. место у Српској лиги Запад. Одличним радом што управе, што стручног штаба успела је да реализује први озбилљан трансфер после дужег низа година одласком Лазара Живановића у "ФК Металац Горњи Милановац". Такође за најбољег тренера лиге проглашен је Зоран Костић, који је такођe скренуо пажњу на себе и сасвим заслужено одлази у Ужичку " Слободу" која се такмичи у Првој лиги Србије. Одласком тренера Костића на његово место долаз млади и перспективни тренер Стефан "Пискси" Радисављевић. 